# Liste de racines et tubercules comestibles
Les racines et tubercules comestibles sont des organes de réserve souterrains de plantes généralement cultivées qui contribuent à l'alimentation humaine. Sur le plan botanique, les plantes concernées appartiennent à une vingtaine de familles différentes, et les organes de stockage sont de nature diverse : racines, tubercules, rhizomes, cormes, etc. Les substances accumulées dans ces organes sont essentiellement des glucides, principalement de l'amidon.
Ces organes tubérisés ont une forte teneur en eau, de l'ordre de 70 à 80 %, ce qui peut limiter leur durée de conservation, notamment en climats humides et chauds. Ils contiennent parfois des facteurs antinutritionnels et des substances toxiques, qui imposent des traitements particuliers pour les rendre comestibles.
Certains d'entre eux jouent un rôle économique très important, constituant même des aliments de base pour certaines populations, en particulier dans les pays en développement des régions tropicales et subtropicales. Leur importance varie selon les régions, le manioc, par exemple, ne fournit que 1,6 % des calories végétales mondiales, mais il représente plus de la moitié des calories d'origine végétale en Afrique centrale. Ils sont la principale source d'énergie alimentaire après les céréales. On estime à environ 3000 les racines et tubercules comestibles, mais vingt-cinq espèces seulement sont considérées comme de première importance. Les cinq plus importants au niveau mondial sont dans l'ordre d'importance (selon le tonnage récolté) la pomme de terre, le manioc, la patate douce, l'igname et le taro.

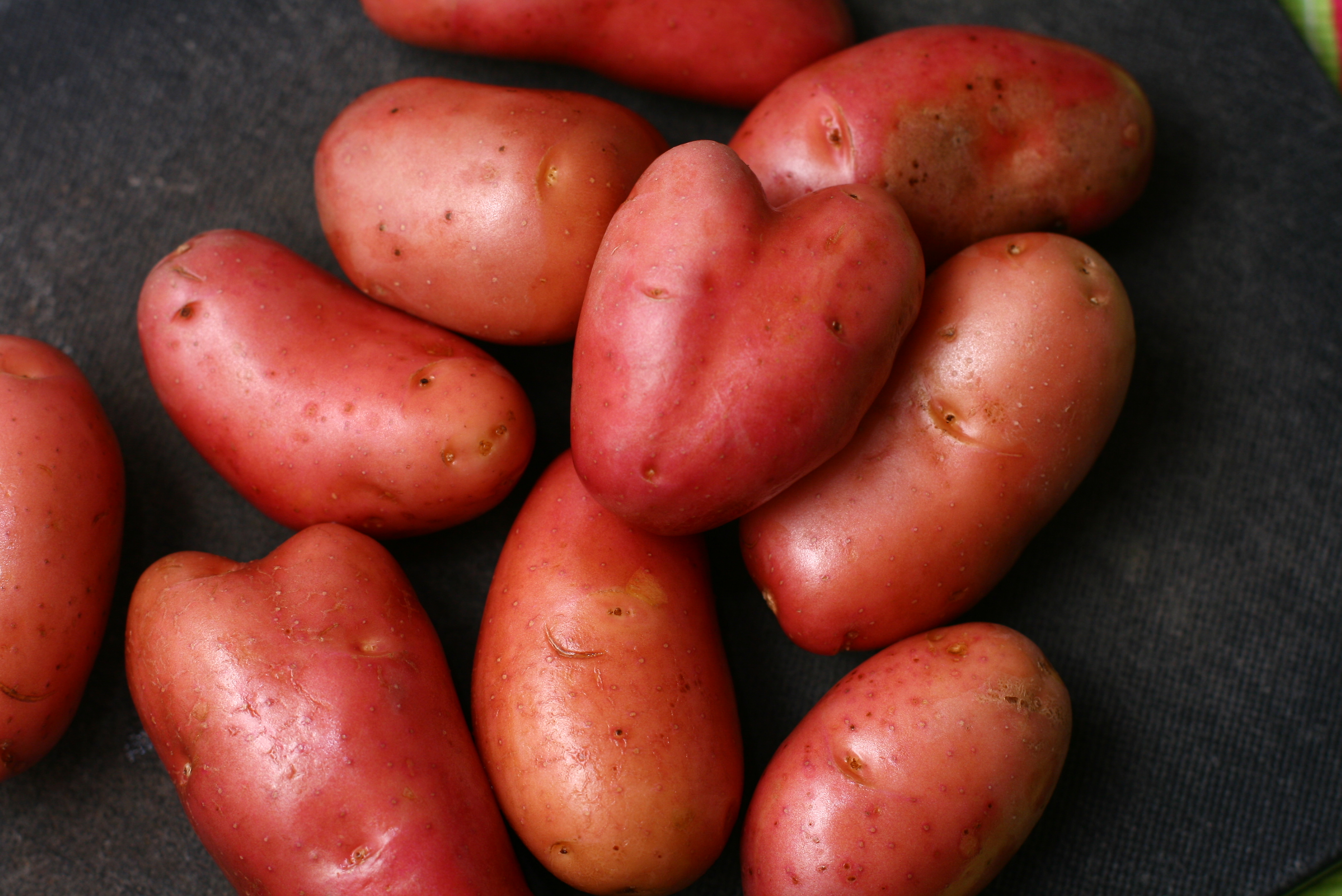
Pommes de terre.
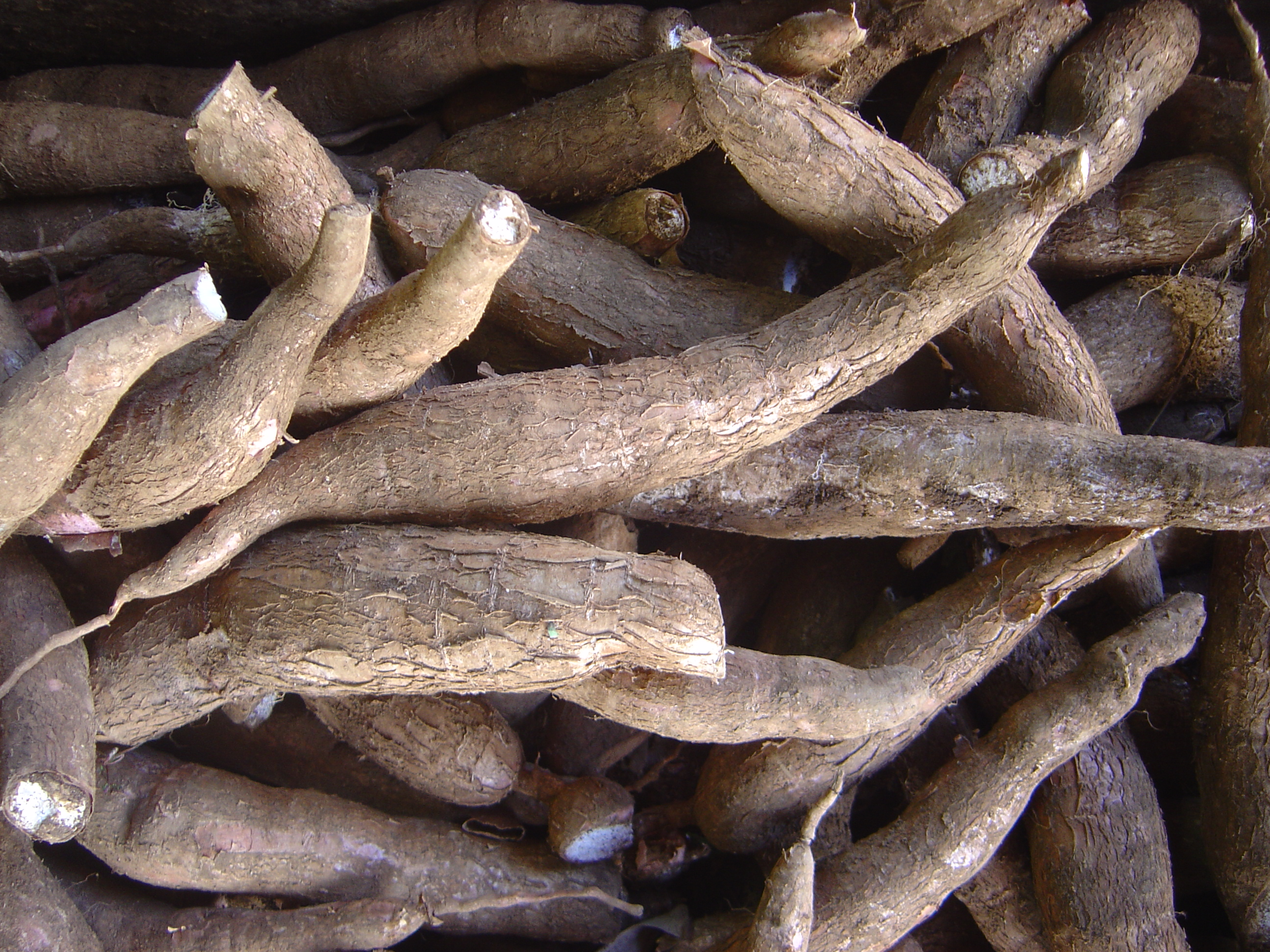
Manioc.
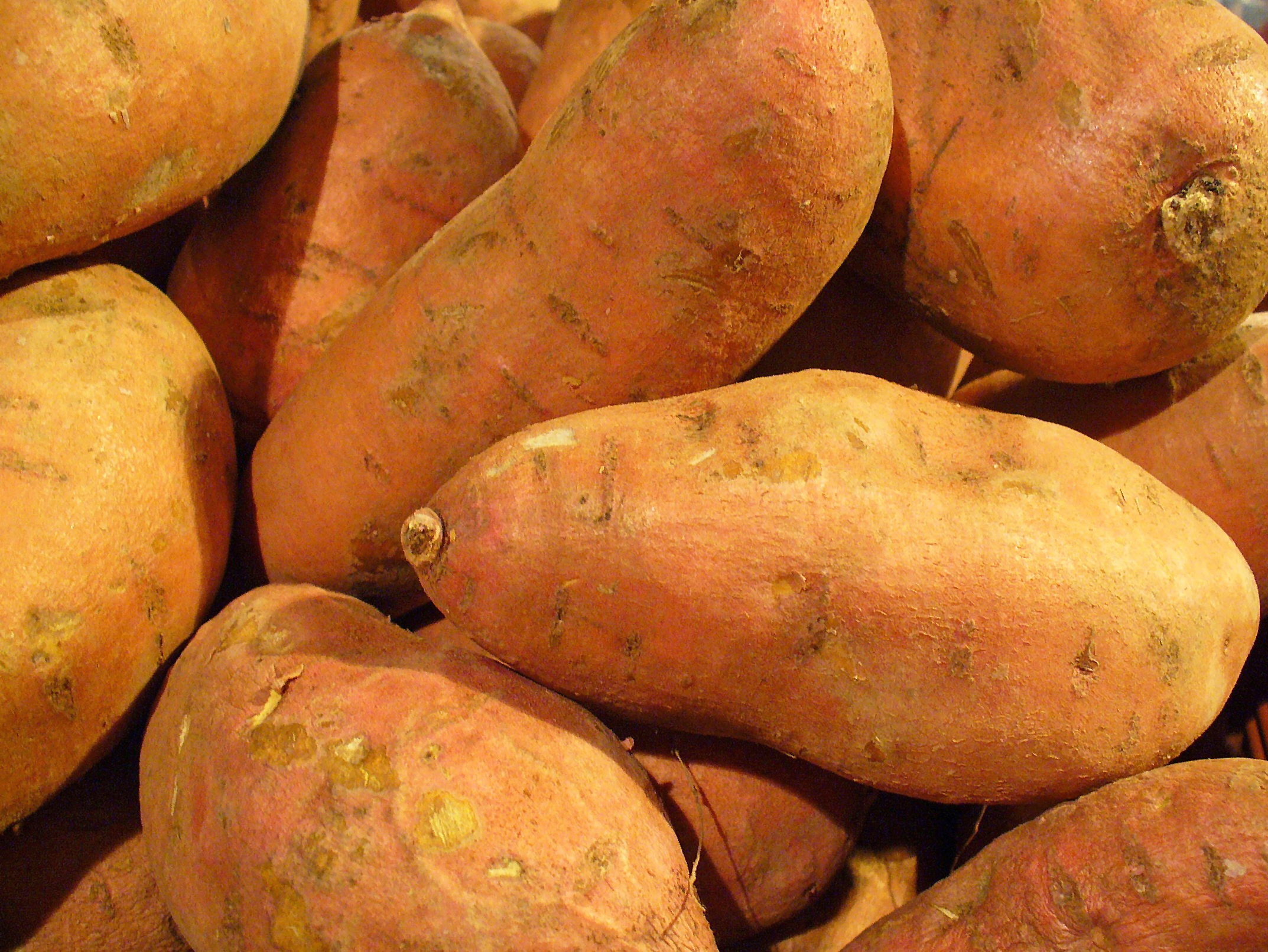
Patates douces.
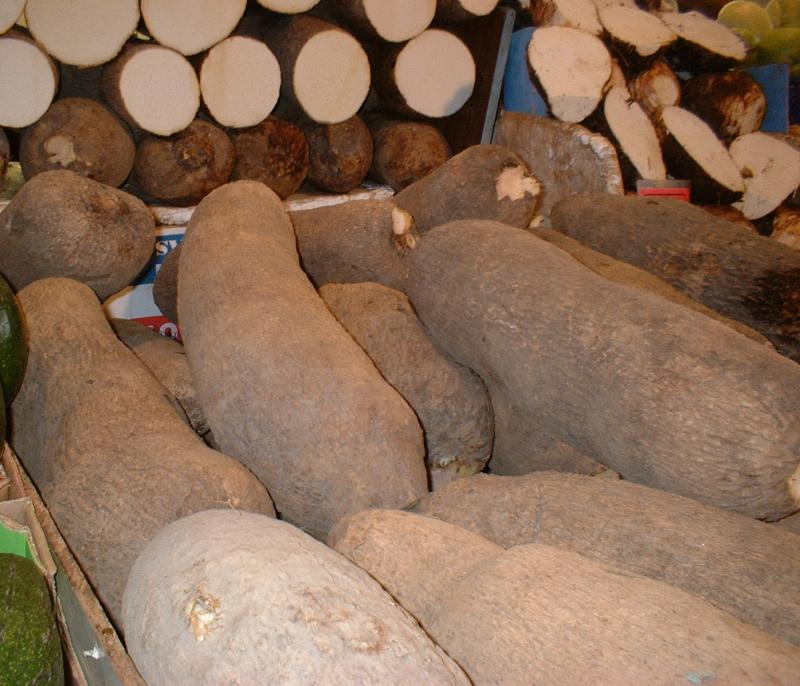
Ignames.
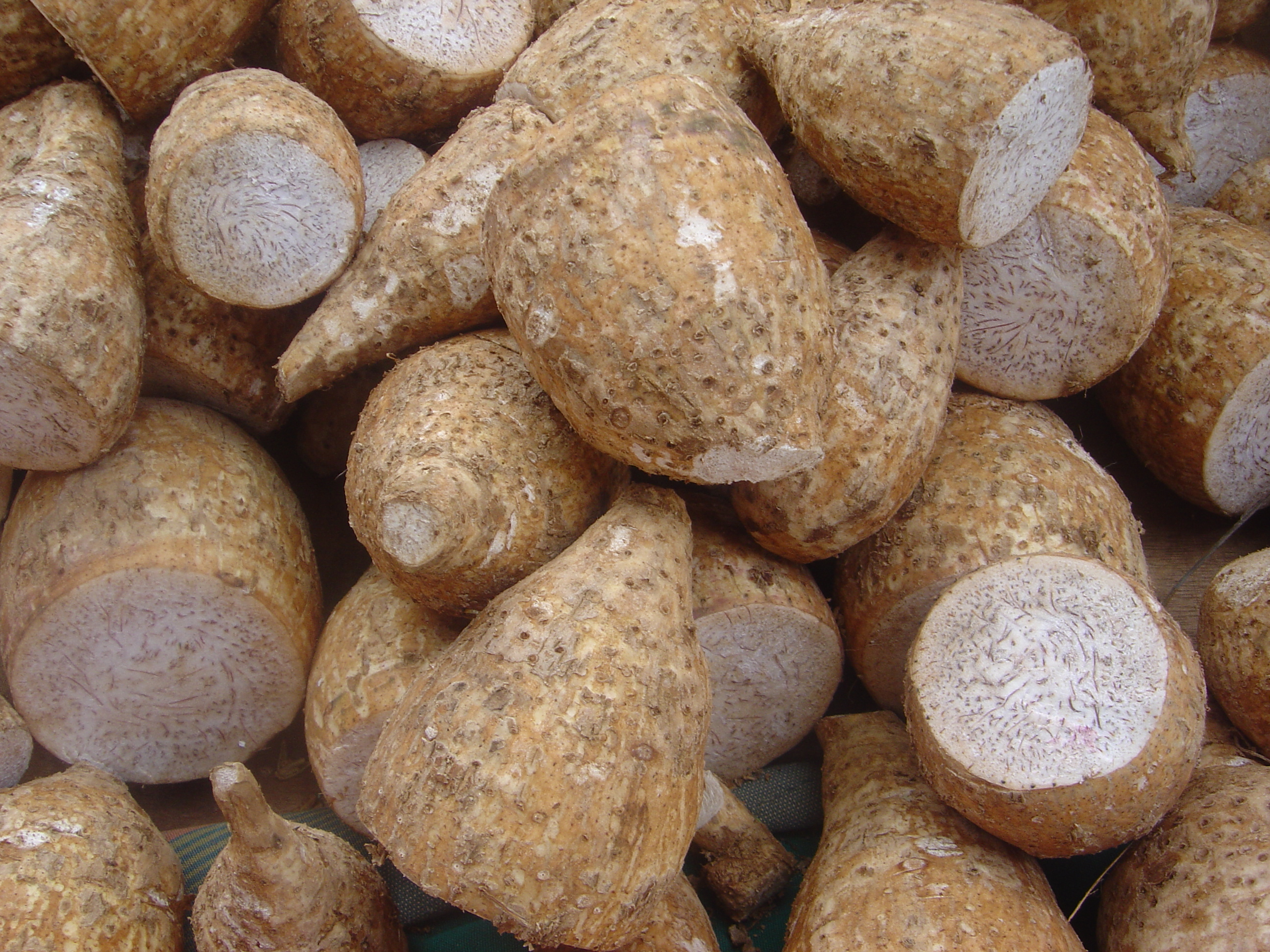
Taros.

## Liste
| Nom vernaculaire               | Nom scientifique                              | Famille        | Nature             | Observations                                                                      |
| ------------------------------ | --------------------------------------------- | -------------- | ------------------ | --------------------------------------------------------------------------------- |
| Ahipa                          | Pachyrhizus ahipa                             | Fabaceae       | Racine             |                                                                                   |
| Arracacha                      | Arracacia xanthorrhiza                        | Apiaceae       | Racine             |                                                                                   |
| Herbe aux flèches              | Maranta arundinacea                           | Marantaceae    | Rhizome            |                                                                                   |
| Arrow-root de Tahiti           | Tacca leontopetaloides                        | Dioscoreaceae  | Tubercule          |                                                                                   |
| Betterave                      | Beta vulgaris subsp. vulgaris                 | Amaranthaceae  | Racine             |                                                                                   |
| Capucine tubéreuse             | Tropaeolum tuberosum                          | Tropaeolaceae  | Tubercule          |                                                                                   |
| Canna                          | Canna indica                                  | Cannaceae      | Rhizome            |                                                                                   |
| Carotte                        | Daucus carota subsp. sativus                  | Apiaceae       | Racine             |                                                                                   |
| Cardamome                      | Elettaria cardamomum                          | Zingiberaceae  | Rhizome            | Épice.                                                                            |
| Céleri-rave                    | Apium graveolens var rapaceum                 | Apiaceae       | Hypocotyle, Racine |                                                                                   |
| Cerfeuil tubéreux              | Chaerophyllum bulbosum                        | Apiaceae       | Hypocotyle, Racine |                                                                                   |
| Chardon d'Espagne              | Scolymus hispanicus                           | Asteraceae     | Racine             |                                                                                   |
| Châtaigne d'eau chinoise       | Eleocharis dulcis                             | Cyperaceae     | Corme              |                                                                                   |
| Chayote                        | Sechium edule                                 | Cucurbitaceae  | Racine             | Cultivée surtout pour ses fruits.                                                 |
| Chervis                        | Sium sisarum                                  | Apiaceae       | Racine             |                                                                                   |
| Chicorée industrielle          | Cichorium intybus subsp. intybus var. sativum | Asteraceae     | Racine             | Succédané du café.                                                                |
| Chou caraïbe                   | Xanthosoma sagittifolium                      | Araceae        | Corme              |                                                                                   |
| Chou-rave                      | Brassica oleracea var. gongylodes             | Brassicaceae   | Hypocotyle         |                                                                                   |
| Génotte                        | Conopodium majus                              | Apiaceae       | Tubercule          |                                                                                   |
| Crosne du Japon                | Stachys affinis                               | Lamiaceae      | Tubercule          |                                                                                   |
| Curcuma                        | Curcuma longa                                 | Zingiberaceae  | Rhizome            |                                                                                   |
| Flèche d'eau                   | Sagittaria sagittifolia                       | Alismataceae   | Tubercule          |                                                                                   |
| Galanga camphré                | Kaempferia galanga                            | Zingiberaceae  | Rhizome            | Épice.                                                                            |
| Gentiane jaune                 | Gentiana lutea                                | Gentianaceae   | Racine             | Tonique amer utilisé pour la production de boissons apéritives.                   |
| Gesse tubéreuse                | Lathyrus tuberosus                            | Fabaceae       | Tubercule          |                                                                                   |
| Gingembre                      | Zingiber officinalis                          | Zingiberaceae  | Rhizome            |                                                                                   |
| Ginseng                        | Panax ginseng                                 | Araliaceae     | Rhizome            |                                                                                   |
| Glycine tubéreuse              | Apios americana                               | Fabaceae       | Tubercule          |                                                                                   |
| Grande bardane                 | Arctium lappa                                 | Asteraceae     | Racine             | Consommée au Japon sous le nom de gobo.                                           |
| Grand galanga                  | Alpinia galanga                               | Zingiberaceae  | Rhizome            |                                                                                   |
| Haricot igname d'Afrique       | Sphenostylis stenocarpa                       | Fabaceae       | Tubercule          |                                                                                   |
| Hélianthi                      | Helianthus strumosus                          | Asteraceae     | Rhizome            |                                                                                   |
| Igname (grande igname)         | Dioscorea alata                               | Dioscoreaceae  | Tubercule          |                                                                                   |
| Igname amère                   | Dioscorea dumetorum                           | Dioscoreaceae  | Tubercule          |                                                                                   |
| Igname cousse-couche           | Dioscorea trifida                             | Dioscoreaceae  | Tubercule          |                                                                                   |
| Igname de Chine                | Dioscorea esculenta                           | Dioscoreaceae  | Tubercule          |                                                                                   |
| Igname de Chine                | Dioscorea polystachya                         | Dioscoreaceae  | Tubercule          |                                                                                   |
| Igname de Guinée blanche       | Dioscorea rotundata                           | Dioscoreaceae  | Tubercule          |                                                                                   |
| Igname de Guinée jaune         | Dioscorea cayenensis                          | Dioscoreaceae  | Tubercule          |                                                                                   |
| Igname khmer                   | Dioscorea oppositifolia                       | Dioscoreaceae  | Tubercule          |                                                                                   |
| Konjac                         | Amorphophallus konjac                         | Araceae        | Corme              |                                                                                   |
| Kudzu                          | Pueraria montana                              | Fabaceae       | Racine             | Les racines tubéreuses sont consommées en Chine et au Japon. Plante envahissante. |
| Lotus sacré                    | Nelumbo nucifera                              | Nelumbonaceae  | Rhizome            |                                                                                   |
| Maca                           | Lepidium meyenii                              | Brassicaceae   | Hypocotyle, Racine |                                                                                   |
| Maceron                        | Smyrnium olusatrum                            | Apiaceae       | Racine             |                                                                                   |
| Manioc                         | Manihot esculenta                             | Euphorbiaceae  | Racine             |                                                                                   |
| Mauka                          | Mirabilis expansa                             | Nyctaginaceae  | Racine             |                                                                                   |
| Navet blanc ou à collet violet | Brassica rapa subsp. rapa                     | Brassicaceae   | Hypocotyle, Racine |                                                                                   |
| Noix-de-terre                  | Bunium bulbocastanum                          | Apiaceae       | Tubercule          |                                                                                   |
| Oca du Pérou                   | Oxalis tuberosa                               | Oxalidaceae    | Tubercule          |                                                                                   |
| Panais                         | Pastinaca sativa                              | Apiaceae       | Racine             |                                                                                   |
| Patate douce blanche ou rouge  | Ipomoea batatas                               | Convolvulaceae | Racine             |                                                                                   |
| Petit galanga                  | Alpinia officinarum                           | Zingiberaceae  | Rhizome            |                                                                                   |
| Persil tubéreux                | Petroselinum crispum var. tuberosum           | Apiaceae       | Racine             |                                                                                   |
| Poire de terre (Yacón)         | Smallanthus sonchifolius                      | Asteraceae     | Racine             |                                                                                   |
| Pois carré                     | Psophocarpus tetragonolobus                   | Fabaceae       | Racine             |                                                                                   |
| Pois patate                    | Pachyrhizus erosus                            | Fabaceae       | Racine             |                                                                                   |
| Pois patate                    | Pachyrhizus tuberosus                         | Fabaceae       | Racine             |                                                                                   |
| Pomme de terre                 | Solanum tuberosum                             | Solanaceae     | Tubercule          |                                                                                   |
| Pomme de terre kafir           | Plectranthus esculentus                       | Lamiaceae      | Tubercule          |                                                                                   |
| Pomme de terre du Soudan       | Plectranthus rotundifolius                    | Lamiaceae      | Tubercule          |                                                                                   |
| Radis rose ou blanc            | Raphanus sativus var. sativus                 | Brassicaceae   | Hypocotyle, Racine |                                                                                   |
| Radis blanc (Daikon)           | Raphanus sativus var. longipinnatus           | Brassicaceae   | Hypocotyle, Racine |                                                                                   |
| Radis noir                     | Raphanus sativus var. niger                   | Brassicaceae   | Hypocotyle, Racine |                                                                                   |
| Raifort                        | Armoracia rusticana                           | Brassicaceae   | Racine             |                                                                                   |
| Réglisse                       | Glycyrrhiza glabra                            | Fabaceae       | Racine             |                                                                                   |
| Rutabaga                       | Brassica napus subsp. rapifera                | Brassicaceae   | Racine             |                                                                                   |
| Sagittaire                     | Sagittaria sagittifolia                       | Alismataceae   | Tubercule          |                                                                                   |
| Salsifis                       | Tragopogon porrifolius                        | Asteraceae     | Racine             |                                                                                   |
| Scorsonère                     | Scorzonera hispanica                          | Asteraceae     | Racine             |                                                                                   |
| Songe pâté                     | Amorphophallus paeoniifolius                  | Araceae        | Corme              |                                                                                   |
| Souchet comestible             | Cyperus esculentus                            | Cyperaceae     | Racine             |                                                                                   |
| Taro                           | Colocasia esculenta                           | Araceae        | Corme              |                                                                                   |
| Taro géant                     | Alocasia macrorrhizos                         | Araceae        | Corme              |                                                                                   |
| Taro géant des marais          | Cyrtosperma merkusii                          | Araceae        | Corme              |                                                                                   |
| Topinambour                    | Helianthus tuberosus                          | Asteraceae     | Tubercule          |                                                                                   |
| Topinambour de Cayenne         | Calathea allouia                              | Marantaceae    | Tubercule          |                                                                                   |
| Ulluco                         | Ullucus tuberosus                             | Basellaceae    | Tubercule          |                                                                                   |
| Wasabi                         | Eutrema japonicum                             | Brassicaceae   | Racine             | La racine principale, parfois qualifiée de rhizome, est utilisée comme condiment. |
| Yautia horqueta                | Xanthosoma caracu                             | Araceae        | Corme              |                                                                                   |
| Zédoaire                       | Curcuma zedoaria                              | Zingiberaceae  | Rhizome            | Épice.                                                                            |
| Zérumbet                       | Zingiber zerumbet                             | Zingiberaceae  | Rhizome            | Épice.                                                                            |